# Route nationale 767
Die Route nationale 767, kurz N 767 oder RN 767, war eine französische Nationalstraße, die von 1933 bis 1973 zwischen Arnage und einer Kreuzung mit der ehemaligen Nationalstraße 138 nordöstlich von Saumur verlief. Ihre Länge betrug 77 Kilometer.